# Педя човек – лакът брада
Педя човек – лакът брада е българско телевизионно предаване, поредица за деца, излъчвана по БНТ в периода от 1960-те до 1990-те в часовете, предназначени за Лека нощ, деца.
Гласът на малкото човече с дълга бяла брада е на актрисата Слава Рачева. С това предаване се свързва и името на известния български говорител Никола Филипов. От малкия екран кукленото човече разказва интересни приказки на малките палавници за лека нощ. Повечето от сюжетите са взети от народния фолклор. Всяко предаване започва с песента „Аз съм мъничко човече, на децата мил другар! Имам шарено елече, а в торбата − скъп товар!“.